# 加贝纳特别县

埃塞俄比亚的区和特别县

加贝纳特别县（美国图书馆协会-国会图书馆罗马化：）是埃塞俄比亚中埃塞俄比亚州（2023年以前属于南埃塞俄比亚州）的三个特别县之一。县名来自当地的加贝纳人。其南面是中埃塞俄比亚州的古拉盖区，北面是奥罗米亚州。2007年该县有52379人口。